# Сигарна акула великозуба
Сигарна акула великозуба (Isistius plutodus) — акула з роду Сигарна акула родини Змієподібні акули. Інші назви «акула-різак», «акула-корка».

## Опис
Загальна довжина досягає 42 см. Голова невелика, витягнута. Морда округла. Очі великі, овальної форми, розташовані близько один до одного біля кінчика морди, має бінокулярний зір. За очима є великі бризкальця. Ніздрі дуже маленькі. Під ними присутні шкіряні складки. Уздовж морди є прямий рот з товстими губами. На верхній щелепі є маленькі, вузькі, трохи зігнуті зуби у кількості 21-29. Ними акула хапає здобич. Зуби (у кількості 17-19) на нижній щелепі видовжені, розташовані щільними рядками та утворюють ріжучу крайку своїми трикутними верхівками. Останні зуби найбільші серед сигарних акул. На відміну від інших представників свого роду має більш стрункий тулуб. Плавці менші, ніж в інших сигарних акул, проте усі округлі. Грудні плавці розташовані високо. Два невеликих спинних плавця розташовані ближчі до хвоста. Черевні плавці розміщені навпроти переднього спинного плавця. Хвостовий плавець широкий, гетероцеркальний, але нижня його лопать добре розвинена. У цієї акули велика жирна печінка, що допомагає триматися у товщі воді, виконуючи роль поплавця.
Забарвлення однотонне, темно-коричневе. На відміну від інших сигарних акул не має темної кільцевої плями в області зябрових щілин. На череві є ділянки, що світиться.

## Спосіб життя
Тримається на глибинах від 60 до 6440 м. Здійснює добові міграції: вдень опускається на більші глибини, вночі підіймається вище. Для полювання утворює зграї. При полюванні присмоктується до здобичі (китів, кашалотів, ластоногих, акул, скатів, великої риби) та робить обертальні рухи, вигризаючи шматки м'яса овальної форми. Цим відрізняється від бразильської та південнокитайської акул, які виривають шматки круглої форми. Здатна з'їдати до 50 % ваги самої акули.
Це яйцеживородна акула

## Розповсюдження
Мешкає в Мексиканській затоці — біля штату Алабама (США), північної Бразилії, Азорських островів, Західної Сахари, островів Окінава (Японія), Нового південного Вельсу (Австралія).